# IC 4673
IC 4673 – mgławica planetarna znajdująca się w gwiazdozbiorze Strzelca. Odkrył ją Edward Barnard 19 sierpnia 1895 roku. Mgławica ta jest oddalona o około 10,5 tysiąca lat świetlnych od Ziemi.